# Maria Vetsera
Maria Alexandrina de Vetsera (em alemão:  Marie Alexandrine von Vetsera, 19 de março de 1871 – 30 de janeiro de 1889) foi filha do Barão Albin Vetsera e sua esposa, Eleni Baltazzi. Era carinhosamente chamada de Mary Vetsera ou Baronesa Vetsera. Mary ficou conhecida por seu relacionamento amoroso com Rodolfo, Príncipe Herdeiro da Áustria.

## Biografia
Mary morreu em circunstâncias misteriosas, no ano de 1889, num episódio conhecido como Incidente de Mayerling, no qual foi encontrada morta, ao lado do amante. Discute-se a possibilidade de suicídio e igualmente provável, assassinato.
O chamado Incidente de Mayerling refere-se a uma série de eventos que levaram à controversa morte do arquiduque Rodolfo da Áustria e de sua amante, a baronesa Maria Vetsera. Rodolfo era o único filho varão do imperador Francisco José I da Áustria e da imperatriz Isabel, e herdeiro do trono do Império Austro-Húngaro. Sua amante era filha do falecido barão Albin Vetsera, diplomata na corte austríaca. Os corpos do arquiduque, de 30 anos, e da baronesa, de 17, foram descobertos no Imperial Pavilhão de Caça em Mayerling, nos Bosques de Viena, cerca de 25 km a sudoeste da capital, na manhã de 30 de janeiro de 1889.

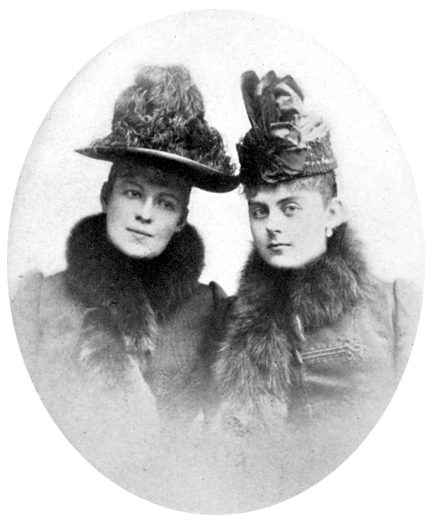
Condessa Marie Larisch e Maria Vetsera.

A morte do príncipe teve consequências no curso da história no século XIX e interrompeu a linha sucessória imediata ao trono austro-húngaro. Como Rodolfo não havia tido filhos varões, a sucessão recaiu sobre seu tio, o arquiduque Carlos Luís — irmão de Francisco José I que, no entanto, renunciou aos seus direitos em favor de seu filho, o arquiduque Francisco Fernando. Esta desestabilização pôs em risco a reconciliação que vinha se esboçando entre a Áustria e fações húngaras do império, tornando-se um catalisador nos desenvolvimentos inexoráveis que levaram ao assassinato, em 28 de junho de 1914, do arquiduque e de sua esposa, a duquesa Sofia de Hohenberg, por um nacionalista sérvio em Sarajevo — fato que foi um dos estopins da Primeira Guerra Mundial.